# ضد انحصار (فیلم)
ضد انحصار (به انگلیسی: Antitrust) یک فیلم آمریکایی تکنو تریلر به نویسندگی هاوارد فرانکلین و کارگردانی پیتر هاویت با بازی رایان فیلیپ، تیم رابینز، راشل لی کوک و کلر فورلانی است. این فیلم در تاریخ ۱۲ ژانویه ۲۰۰۱ در ایالات متحده اکران شد که استقبال خوبی از آن نشد. این فیلم نظر منتقدین را هم نتوانست جلب کند و عموماً بازخوردهای منفی از طرف منتقدین دریافت کرد.

## داستان
گری وینستون صاحب یک شرکت نرم افزاریست که هر روز در حال رشد و حذف رقیبان است. «مایلو هافمن» پسری جوان و با استعداد است به دنبال تأسیس و راه اندازی یک شرکت اینترنتی است.